# Шпанско освајање Мексика
Шпанско освајање Мексика је један од значајнијих делова шпанског освајања Америке. Најзначајнији конквистадор током освајања Мексика био је Ернан Кортез. Шпанско освајање Мексика се односи на Кортезово освајање Астечког царства од 1519. до 1521. године. Освајање Јукатана се односи на освајање и почетно покоравање независних градова-држава касне посткласичне цивилизације Маја. Шпанцима је требало више од 170 година да успоставе контролу над подручјем Маја.

## Пре Теночтитлана

### Откриће Јукатана
Кубански гувернер Дијего Веласкез де Куељар послао је 1517. флоту од три брода под командом Франсиска Ернандеза де Кордобе да истраже полуострво Јукатан. Маје са полуострва Јукатана су позвали Шпанце. На западној страни Јукатана Маје су напале Шпанце и убиле 20 Шпанаца. Кордоба је био смртно рањен и само су се остаци посаде вратили на Кубу.
После неуспешне експедиције, гувернер Веласкез је 1518. послао нову експедицију од 4 брода под командом Хуан де Грихалва да плове јужно дуж Јукатана и провинције Табаско, која је била део астечког царства.

### Веласкез шаље Кортеса
Чак и пре него што се друга експедиција вратила, гувернер је одлучио да пошаље трећу, већу експедицију, под вођством Ернана Кортеса. Веласкезова идеја је била да Ернан Кортес започне трговину са домороцима на обали Мексика.
Гувернер је настојао да ограничи Кортесову експедицију као чисто трговачку експедицију. Инвазију на мексичко копно је желео да изведе сам гувернер касније. Кортес је успео да издејствује писмени договор, по коме би могао да примени ванредне мере без тражења одобрења, ако је то у интересу царства.
Кортес је продао своје имање, додатно се још и задужио и све је уложио у опремање експедиције. Сматрао је то својом животном шансом. Гувернер Веласкез је платио половину трошкова експедиције. Кортес је скупио флоту од 11 бродова.

### Веласкез је покушао да смени Кортеса
Како се приближавало време експедиције, тако је гувернер Кубе Веласкез постајао све забринутији да ће Кортес постати славан освајањем мексичког копна. Због тога је Веласкез послао Медину да замени Кортеса, али је Медину убио Кортесов рођак. Кортес је тиме сазанао за Веласкезов план, па је пожурио да што пре крене. Веласкез је лично дошао да га у томе спречи, али је Кортес испловио.
Кортес је кренуо 18. јануара 1519. са 11 бродова, 100 морнара, 530 војника, лекаром и неколико стотина кубанских Индијанаца и нешто афричких црнаца. Са том малом силом успео је да заузме Астечко царство, које је имало између 2 и 8 милиона становника. Његова победа је зависила од способности да се формирају савези са непријатељима Астека.

### Искрцавање Кортеса
Неко време је провео на Козумелу, острву крај Јукатана. Ту је Кортес сазнао за двојицу Шпанаца, који су преживели бродолом 1511. и живели су на Јукатану. Обојица су добро говорили језик Маја. Један од њих, Гонзало Гереро, је одбио да се придружи Кортесу, јер је био ожењен и имао је децу са женом из племена Маја. Други, Херонимо де Агилар, је касније постао Кортесу изузетно важан као преводилац.
Кортес се искрцао на Јукатану код Потончана. Ту је нашао астечку принцезу дона Марину, која је била роб код Маја. Уз помоћ Марине и Шпанца Кортес је успевао да касније преговара са Астецима. Марина је знала астечки и маја језик, а Шпанац маја језик, тако да је Кортес добио преводиоце и за астечки.
Коначно се искрцао код данашњег Веракруза. Ту су основали насеље Виља Рика де ла Вера Круз. Кортес није смео да се врати на Кубу, јер није послушао Веласкеза да не отплови. Прогласио је себе генералним капетаном Веракруза и одрекао се обавеза да буде Веласкезов потчињени. Тако се и Веласкез својевремено ослободио Колумбовог ауторитета на Куби. 
Удружио са са Тотонацима и успео да убеди њиховог поглавицу да се побуни против Астека, те су протерали Астеке са тога дела Јукатана.
Тотонаци су помогли Кортесу да изгради почетно насеље Ла Виља Рика де ла Вера Круз, које је постало град познат као Веракруз („прави крст“).

### Кортес каоКецалкоатл
Кортес је сазнао да је Монтезума II астечки цар који има седиште у граду Теночтитлану. У почетку су се Астеци опирали напредовању конкистадора. Убрзо је Монтезума послао Кортесу поклоне. Астеци су сматрали да је Кортес Кецалкоатл или представник Кецалкоатла.
Кецалкоатл је био легендарни краљ бог, пернати змај, који контролише муње и који ће се према пророчанству вратити једнога дана да захтева свој град. Преколумбијски астечки календар је био заснован на циклусу од 52 године. Пророчанство је предвиђало да ће се тачно одређене од те 52 године појавити Кецалкоатл и Кортес је имао среће што се појавио баш те 1519. Кецалкоатл је био митски бог, који је представљао везу Астека и пређашњих Толтека. Постоје и они који тврде да је могуће да су причу о Кортесу као Кецалкоатлу касније измислили Шпанци.

### Кортес потапа своју флоту
Око Кортеса су постојали људи који су још увек били лојални гувернеру Кубе Веласкезу. Намеравали су да зузму бродове и побегну на Кубу. Да би спречио њихове намере, Кортес је наредио да се потопе сви његови бродови, осим једног, са којим би комуницирао са Шпанијом. Тиме је цела експедиција била осуђена да настави са освајањем Мексика. Кортес је повео своје људе према Теночтитлану. Кортес је добио и домаће Индијанце као помагаче приликом тегљења топова и снабдевања.

### Савез са Тлакскалом
Кортес је 18. септембра 1519. дошао до Тлакскале, конфедерације 200 насеља без централне власти. Главни град је био Тлакскала. Готово стотину година су водили ратове са Астецима. Астеци су водили ратове да би добили заробљенике, које би могли жртвовати својим боговима. Циљ рата је био добијање људи за жртвовање боговима. Тлаксале су зато јако мрзеле Астеке. Астеци су већ заузели читаве територије око Тлаксала, па је било питање времена, кад ће кренути у рат којим ће заузети Тлаксалу.
Ернан Кортес је одушевљено дочекан од стране владара Тлаксале. Због астечке трговинске блокаде, Тлаксала је била сиромашна, тако да су могли да понуде Кортесу само храну и људе. Кортес је остао 20 дана у Тлаксали. При томе је уверио вође Тлаксале да пређу на хришћанство у замену за поклоне.

### Кортес у Чолули
Астеци су позивали и пожуривали Кортеса да дође у Чолулу, која је била један од најзначајнијих градова Средње Америке. Био је то други град по величини и вероватно најсветији. У граду се налазила велика пирамида, која је представљала једно од најважнијих астечких култних места. Велика пирамида у Чолули је имала базу од 450 m са 450 m, а висина је била 66 m. По запремини је највећа на свету и за трећину је већа од Кеопсове пирамиде.
Тлаксале су са друге стране тражиле од Кортеса да оде у један од градова, који је у савезништву са Тлаксалама. Кортес се одлучио на компромис. Прихватио је астечки позив, али је прихватио да му Тлаксале буду носачи и борци. Кренули су 12. октобра 1519. према Чолули.
Постоје контрадикторни извештаји о томе шта се тачно десило у Чолули. Монтезума је вероватно наредио вођама Чолуле да зауставе Кортеса, јер су са њим били Тлаксале. Чолуле, као свето место, нису имале довољно војника, па су намеравали да побију Шпанце на спавању. Изгледа да је зато Кортес први напао. Шпанци су побили локално племство и запалили град. Кортес је тврдио да је побио 3.000 становника града.
По верзији од Тлаксала, најпре су Астеци убили тлаксалске емисаре, па се зато Кортес осветио. Та прича о масакру је касније постала јако важна, јер су се после многи подвргавали Кортесу да би избегли сличну судбину.
Кортес је послао емисаре Монтезуми са поруком да га је народ Чолуле увредио, па су зато кажњени. Порука је била да се Астеци не требају бојати Кортеса, док год га дочекују са поштовањем и златом.

## Теночтитлан
Након готово три месеца, Кортес је дошао до главног града Астека Теночтитлана. Стигао је 8. новембра 1519. Веровало се да је град један од највећих у свету тога доба. Процењено је да је град тада имао од 60.000 до 300.000 становника.
Град се налазио на острву усред језера, а долина у којој је било језеро била је окружена вулканима. 

### Монтезума приређује добродошлицу Кортесу
Краљ Астека Монтезума је приредио Кортесу добродошлицу сматрајући да се враћа бог Кецалкоатл. Позвао је Кортеса да заузме свој трон на који се враћа. Све што је Кортес тражио било му је учињено. Тражио је још много поклона од злата, тражио је уклањање паганских идола на којима се налазила крв и постављање хришћанске симболике на њихово место.

### Кортес заробљава Монтезуму
После тога Кортес је заробио Монтезуму и држао га заробљеног као осигурање у случају побуне Астека. Захтевао је огроман откуп у злату. Огромне количине злата су донесене.
Кортес је тада добио вести да је гувернер Кубе Веласкез послао велику групу Шпанаца под командом Панфилија де Нарваеза. Веласкез је желео да ухапси Кортеса и да га осуди због непослушности. Био би вероватно осуђен на смрт. Кортес је брзо реаговао. Имао је јако мало људи у Теночтитлану. Оставио је 140 људи да чувају Монтезуму, а он је са остатком људи изненадио Нарваеза и његове људе и заробио их. После тога се Кортес брзо вратио у Теночтитлан, где су га једва дочекали очајни Шпанци.
Нарваезови људи су се прикључили Кортесу кад су чули за град препун злата, какав је тада био Теночтитлан. Нарваез је много касније убијен приликом истраживања Флориде.

### Побуна Астека
Астеци су већ почели да се буне док је Кортес био одсутан. Астечко племство је било зачуђено краљевом покорношћу, па су намеравали да протерају Шпанце. Први покушај је био док је Кортес био одсутан. Тада је побијено много астечког племства, током покушаја ослобађања Монтезуме. 
Народ Теночитлана се побунио и изабрао новог вођу. Опседали су палату, у којој су се налазили Шпанци и Монтезума. Кортес је наредио Монтезуми да уразуми народ и да их наговори да пропусте Шпанце до обале. Народ није слушао Монтезуму, него су се ругали и бацали на њега камење. Притом су га тешко повредили, па је Монтезума умро после неколико дана. 
Шпанци су били принуђени да беже из града. Са собом су носили што више злата, али су много злата изгубили прелазећи канале око Теночтитлана. Много Шпанаца је тада страдало (у бици познатој као Тужна ноћ), а кад се Кортес зауставио након бега из Теночтитлана, плакао је целу ноћ.

### Шпанци су се склонили у Тлаксали
После битке код Отумбе, у којој су Астеци изгубили доста људи, Шпанци су успели да се домогну Тлаксале. Било је мноштво рањених, а Шпанцима је остало само 20 коња. Астеци су претили Тлаксалама, а са друге стране су им нудили савез. Кортес је предлагао Тлаксалама да створе савез и да заузму Теночтитлан. Тлаксале су тражиле да после победе над Астецима они не плаћају Шпанцима никакав данак и да добију град Чолулу. Такође су тражили право да саграде тврђаву у Теночтитлану, тако да могу да контролишу град.
Кортез је све то прихватио, иако није имао намеру да Тлаксалама препусти Теночтитлан. Док су се Тлаксале бориле и помагале Шпанце, са њима је лепо поступано. Али касније, кад су Шпанци постали владари, више нису поштовали договор са Тлаксалама, а 40 година после тога, Тлаксале ће чак плаћати и данак попут осталих домородаца.

### Опсада Теночтитлана
Удружене снаге Тлаксала и Шпанаца показале су се надмоћним. Заузели су један по један астечки град. Опсада Теночтитлана је трајала месецима. Одсекли су снабдевање града храном, а Мексиком је завладала епидемија малих богиња, које су Шпанци донели, а на коју Астеци ни други домороци нису били имуни. Трећина становништва је страдала од малих богиња. Остатак су докрајчили топови. Теночтитлан је пао 13. августа 1521, када се последњи астечки цар предао Кортесу. Град је био готово потпуно разорен од топова и ватре током опсаде. Кад је коначно пао, Шпанци су наставили са разарањем. Ту су успоставили темеље новог града Мексика. Преживелим Астецима је забрањено да живе у Теночтитлану.

### После пада Теночтитлана
После пада града, Кортес је лично мучио последње владаре, последњег астечког цара Кватемока, краља Текскока и краља Тлакопана. Желео је да мучењем од њих добије информације о скривеном Монтезумином злату. 
После пада Теночтитлана, Тлаксали су хтели да добију права према споразуму са Кортесом. Многи други су били срећни, јер су им пре тога Астеци били главни непријатељи. 
Шпанцима је требало још 60 година да освоје Средњу Америку. Шпанско освајање Јукатана је трајало 170 година. Читав процес освајања је могао бити много дужи да нису три различите епидемије збрисале 75% становништва и тиме изазвале колапс средњоамеричких култура.

### Судбина астечког царства под шпанском управом
У почетку је Кортес намеравао да очува основну структуру Астечког царства, али под својим вођством. Горњи астечки сталежи су били племићи. Племство је научило шпански, а неки су научили и да пишу. 
Убрзо се то променило услед потребе да плате шпанску војску, која је учествовала у освајању Мексика. Војнике је плаћала великим поседима, а домороци су живели у једном облику феудализма. Виши слојеви астечког друштва су тиме много изгубили, а домороци су постали готово робови. Један бискуп је због тих злоупотреба предложио да се увезу робови из Африке. Касније се кајао, јер је уследило још горе злостављање.
Рудници сребра Потоси у Перуу омогућили су да огромно богатство стигне у Шпанију. Шпанија је потрошила велики део свог богатства унајмљујући плаћенике током протестантске реформације. 
Конкистадори су са собом довели гомилу свештеника, а становништво су брзо покрштавали. Становништво је прихватило новог бога, али пошто је то био бог освајача, нису хтели да напусте своја стара веровања. Други талас мисионара је долазио с циљем да потпуно искорени стара веровања, али тиме су искоренили и многе елементе средњоамеричких култура. Уништавани су астечки храмови, кипови и књиге.
Индијанцима нису допуштали да уче своју културу, а забрањивали су им и да уче шпански. У многим деловима домороцима би забрањивали да читају и пишу, тако да би могли поставити некога да буде задужен за њихову индоктринацију. За разлику од енглеских колониста Северне Америке, који су представљали већину, шпански колонисти би били неожењени, па су се женили са домородачким женама или би имали конкубине. То је подстицала и краљица Изабела током најранијих дана колонизације. Као резултат тих веза и конкубината створена је нова група местици.